# Petaurillus
Genre
Petaurillus est un genre  d'écureuils volants pygmées. 

## Liste des espèces
Selon ITIS (2 août 2017) et Mammal Species of the World (version 3, 2005)  (2 août 2017) :
- Petaurillus emiliae Thomas, 1908
- Petaurillus hosei (Thomas, 1900)
- Petaurillus kinlochii (Robinson & Kloss, 1911)